# Hansestadt

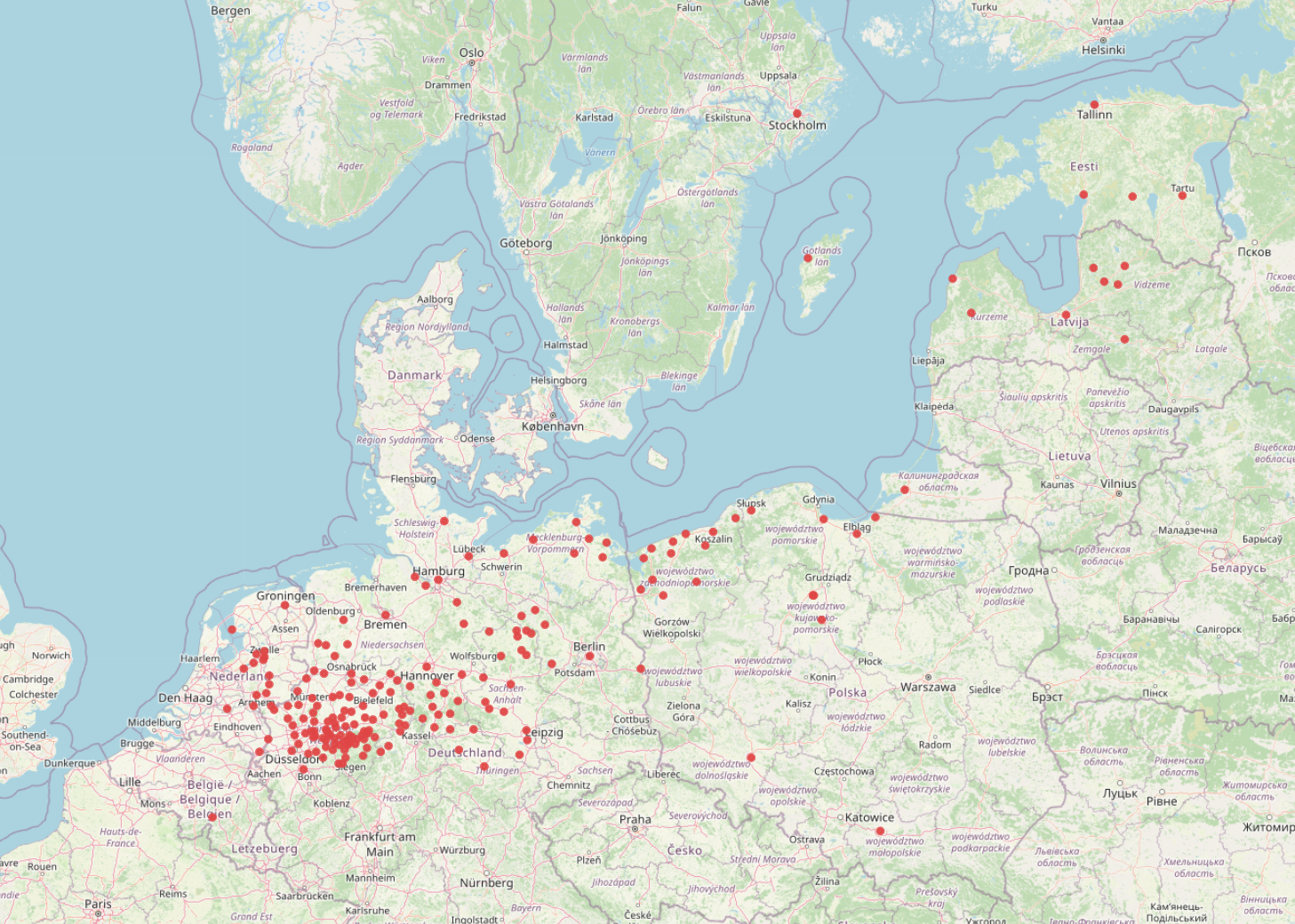
Die Städte, die im Folgenden der Hanse zugeordnet werden, Screenshot [https://database.factgrid.de/query/embed.html#%23defaultView%3AMap%0ASELECT%20%3Fitem%20%3FitemLabel%20%3FGeokoordinaten%20%3FBegin%20%3Flayer%20%3FEnd%20WHERE%20%7B%0A%20%20SERVICE%20wikibase%3Alabel%20%7B%20bd%3AserviceParam%20wikibase%3Alanguage%20%22%5BAUTO_LANGUAGE%5D%2Cen%22.%20%7D%0A%20%20%3Fitem%20wdt%3AP91%20wd%3AQ448323%3B%0A%20%20%20%20wdt%3AP48%20%3FGeokoordinaten%3B%0A%20%20%20%20p%3AP91%20%3Fstatement.%0A%20%20%3Fstatement%20ps%3AP91%20wd%3AQ448323.%0A%20%20OPTIONAL%20%7B%20%3Fstatement%20pq%3AP49%20%3FBegin.%20%7D%0A%20%20OPTIONAL%20%7B%20%3Fstatement%20pq%3AP50%20%3FEnd.%20%7D%0A%20%20BIND%28YEAR%28%3FBegin%29%20as%20%3FBeginJahr%29%0A%20%20BIND%28IF%28%28%3FBeginJahr%20%3C%201250%29%2C%20%22before%201250%22%2C%20IF%28%28%3FBeginJahr%20%3C%201300%29%2C%20%221250-1299%22%2C%20IF%28%28%3FBeginJahr%20%3C%201350%29%2C%20%221300-1349%22%2C%20IF%28%28%3FBeginJahr%20%3C%201400%29%2C%20%221350-1399%22%2C%20IF%28%28%3FBeginJahr%20%3C%201450%29%2C%20%221400-1449%22%2C%20IF%28%28%3FBeginJahr%20%3C%201500%29%2C%20%221450-1599%22%2C%20IF%28%28%3FBeginJahr%20%3C%201550%29%2C%20%221500-1549%22%2C%20IF%28%28%3FBeginJahr%20%3C%201600%29%2C%20%221550-1599%22%2C%20IF%28%28%3FBeginJahr%20%3C%201550%29%2C%20%221500-1549%22%2C%20IF%28%28%3FBeginJahr%20%3C%201650%29%2C%20%221600-1649%22%2C%22%22%29%29%29%29%29%29%29%29%29%29%20AS%20%3Flayer%20%29%0A%20%20%0A%20%0A%7D FactGrid Abfrage, Chronologie mit dem Layersymbol oben rechts aktivieren

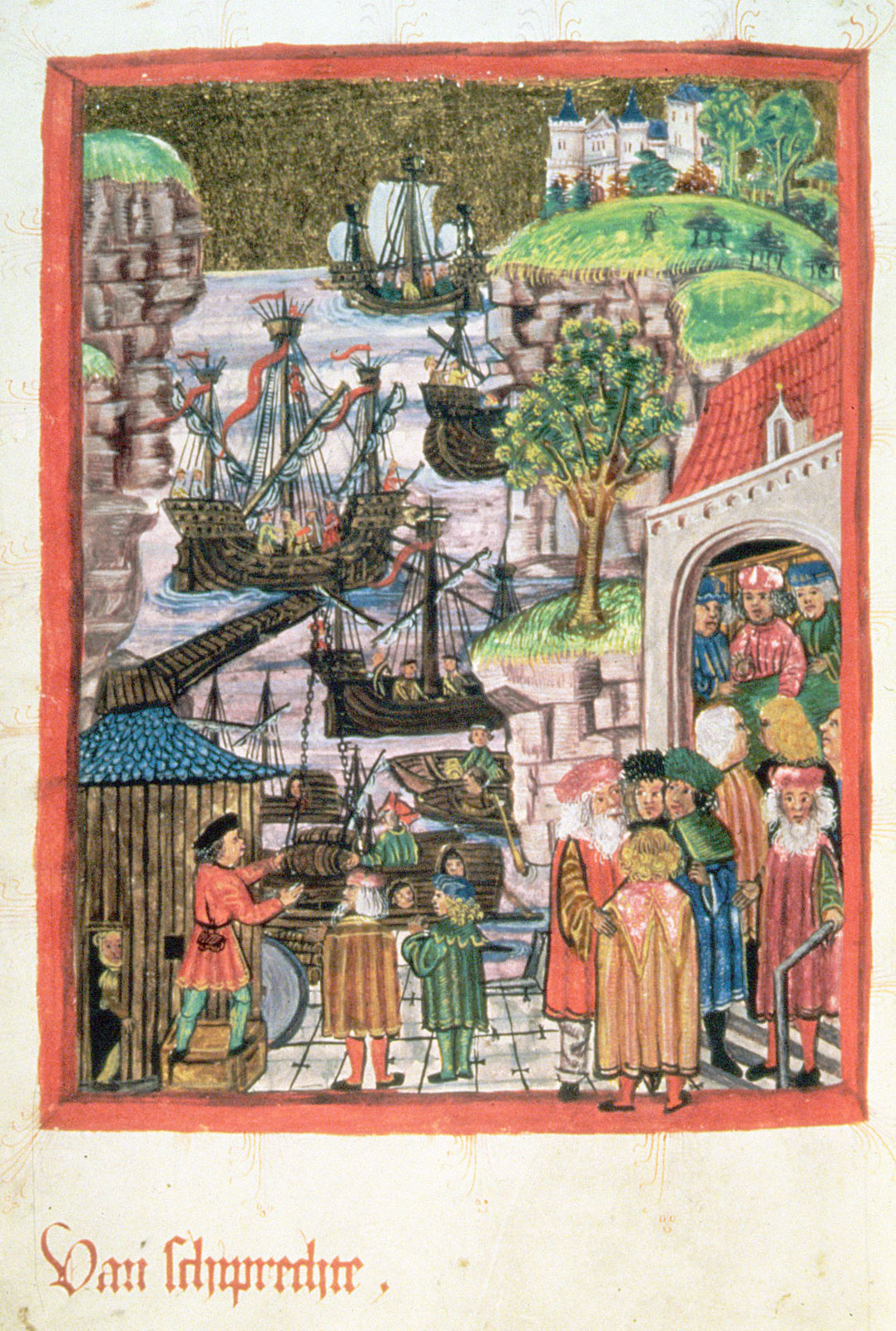
Titelbild Van Schiprechte des Hamburger Stadtrechts von 1497, Beschriftung in mittelniederdeutsch

Eine Hansestadt hatte sich dem mittelalterlichen Kaufmanns- und Städtebund der Hanse angeschlossen. Darunter waren vor allem Hafenstädte in den Küstenregionen, aber auch Städte im Binnenland, vor allem an bedeutenden Flüssen. Durch Freihandel und ein geschäftstüchtiges Bürgertum gelangten viele Hansestädte zu hohem Wohlstand, wovon noch heute wertvolle Kultur- und Baudenkmäler zeugen.

## Bedeutung

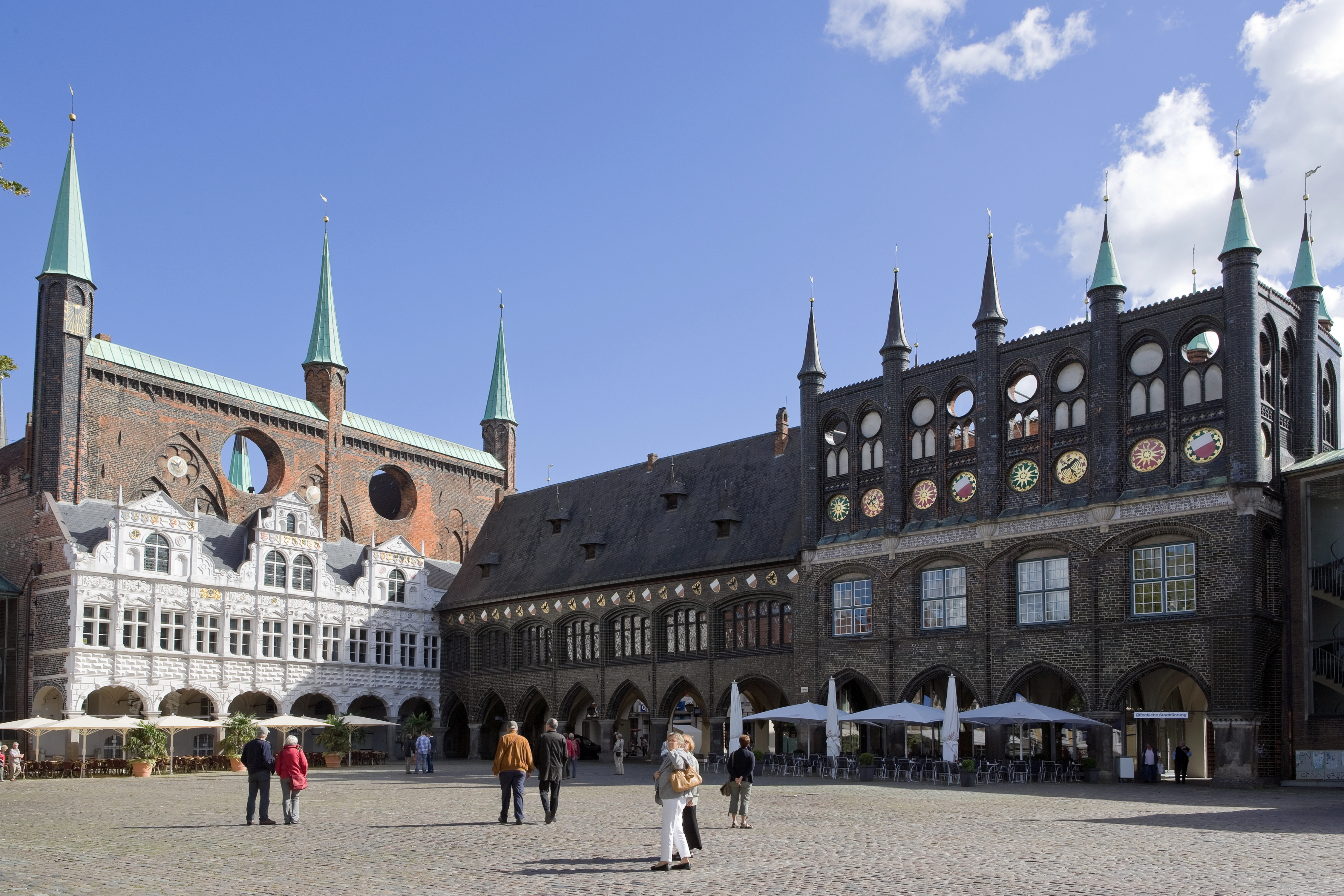
Lübeck – Königin der Hanse

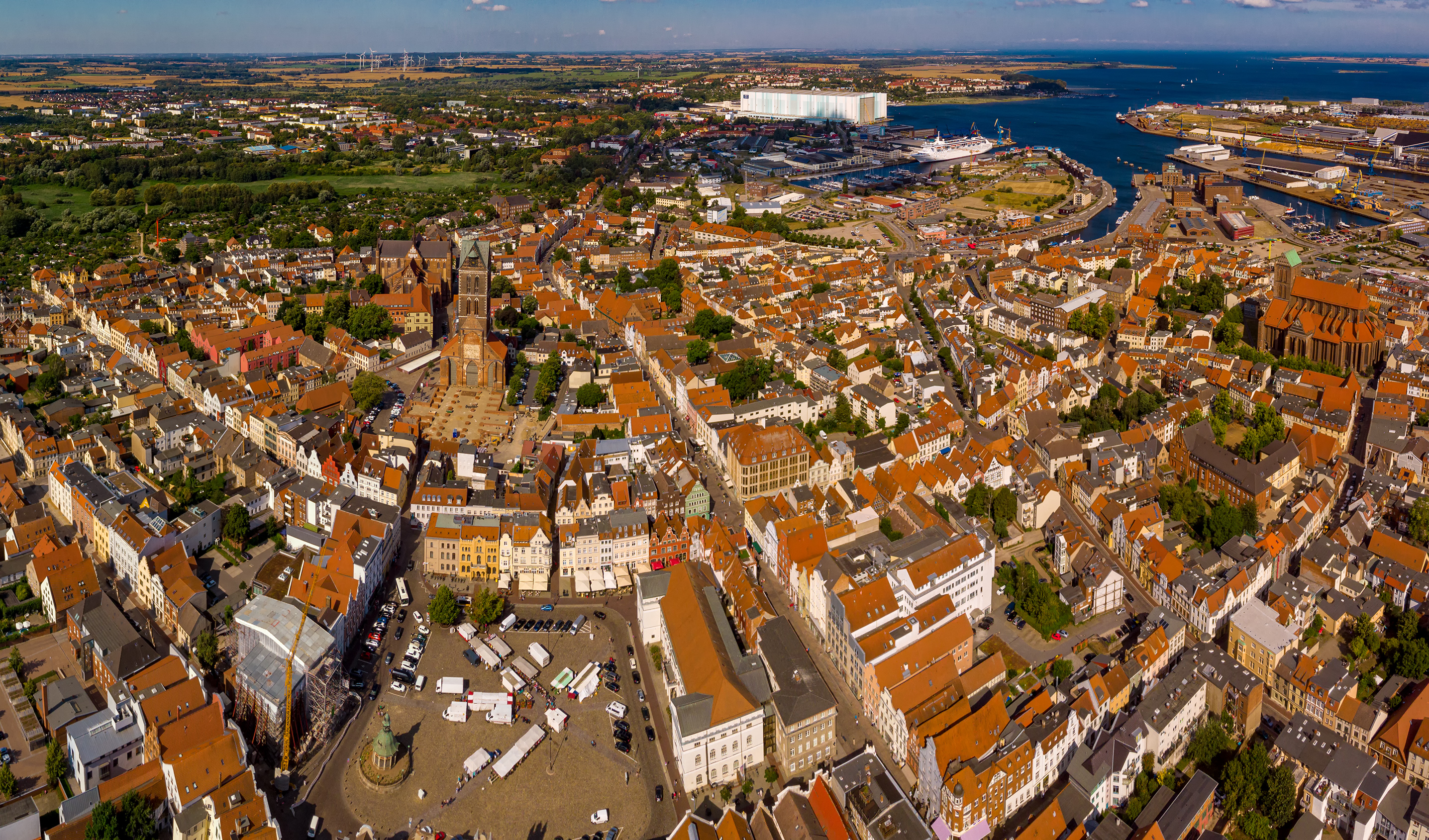
Hansestadt Wismar mit Hafen im Hintergrund

Insgesamt gab es rund 200 Orte, die zu einem Bestandszeitpunkt des Bundes direkt oder indirekt der Hanse angehörten. Ihren Ausgangspunkt nahm die Hanse Mitte des 12. Jahrhunderts in Lübeck, das als „Königin“ und „Mutter der Hanse“ betitelt wird. Der Verbund der Städte in der Hanse war sehr lose und wurde mit keinem Vertrag schriftlich beschlossen. Deswegen ist es mitunter schwer zu sagen, welche Städte zu welchem Zeitpunkt zur Hanse gehörten. Die Hanse selbst wollte Anzahl und Namen ihrer Städte nie festlegen. So weigerte sie sich gegenüber dem König von England, eine detaillierte Liste mit Städtenamen vorzulegen – es gab wohl eine solche Liste auch nie. Der Zeitpunkt der Betrachtung ist entscheidend, denn Aus- und Eintritte, Zusammenschlüsse und Verfeindungen waren an der Tagesordnung. Viele kleine Hansestädte waren ihrer größeren Nachbarstadt zugeordnet, die wiederum in der Hanse vertreten war.
Beim letzten Hansetag 1669 in Lübeck waren nur noch neun Städte vertreten: Lübeck, Hamburg, Bremen, Braunschweig, Danzig, Hildesheim, Köln, Osnabrück und Rostock. Lübeck, Hamburg und Bremen waren bereits auf den Hansetagen 1629 und 1641 damit beauftragt worden, das Beste zum Wohle der Hanse zu wahren; sie wurden 1669 Sachwalter des Erbes der Hanse, einschließlich der Hansekontore. Diese drei reichsunmittelbaren Städte blieben durch vertragliche Beziehungen verbunden. Sie betrieben gemeinsame konsularische Vertretungen und beschlossen schließlich gemeinsam den Verkauf des Stalhofs in London (1853). Neben dem Titel „Freie Stadt“ führten sie den Beinamen „Hansestadt“ – seit Beginn des 18. Jahrhunderts offiziell und seitdem durchgehend als amtlicher Bestandteil des Landes- bzw. Stadtnamens, wobei Lübeck den Status als „Freie Stadt“ durch das Groß-Hamburg-Gesetz 1937 verlor und auch 1956 durch das Lübeck-Urteil nicht zurück erhalten konnte.
1803 behielten durch den Reichsdeputationshauptschluss nur die Hansestädte Lübeck, Bremen und Hamburg ihre Selbstständigkeit, neben den Reichsstädten Frankfurt am Main, Nürnberg und Augsburg (beide 1805/1806 von Bayern annektiert). 1815 beim Wiener Kongress blieben Lübeck, Bremen, Hamburg sowie Frankfurt als Stadtstaaten selbstständig, bis Frankfurt im Jahr 1866 als Folge des preußisch-österreichischen Krieges durch Preußen annektiert wurde.
Da die drei norddeutschen Hansestädte ihre Eigenständigkeit im Deutschen Bund nach dem Wiener Kongress, im Norddeutschen Bund nach dem preußisch-österreichischen Krieg 1866 und im Deutschen Kaiserreich fortlaufend bewahren konnten, bekamen sie 1906 bei der Einführung von Autokennzeichen ein H für „Hansestadt“ vor den Anfangsbuchstaben ihres Namens gestellt: HL, HH, HB. Dieses Prinzip wurde nach der deutschen Wiedervereinigung auch bei Rostock, Wismar, Stralsund und Greifswald angewandt.
1980 wurde in Zwolle die „Neue Hanse“ als größte internationale Städtepartnerschaft gegründet. Der 1983 in Herford ins Leben gerufene Westfälische Hansebund strebt ebenfalls an, hansische Traditionen wiederzubeleben. Seit 1990 führen in Deutschland einige Hansestädte diesen touristisch bedeutsamen Beinamen wieder offiziell zum Stadtnamen (Stand April 2016: 22 neu hinzugekommene Städte), sofern die Voraussetzungen des jeweiligen Landes hierfür gegeben sind. Die Farben der Hanseflaggen sind Weiß und Rot.

## Städtegruppen innerhalb der Hanse

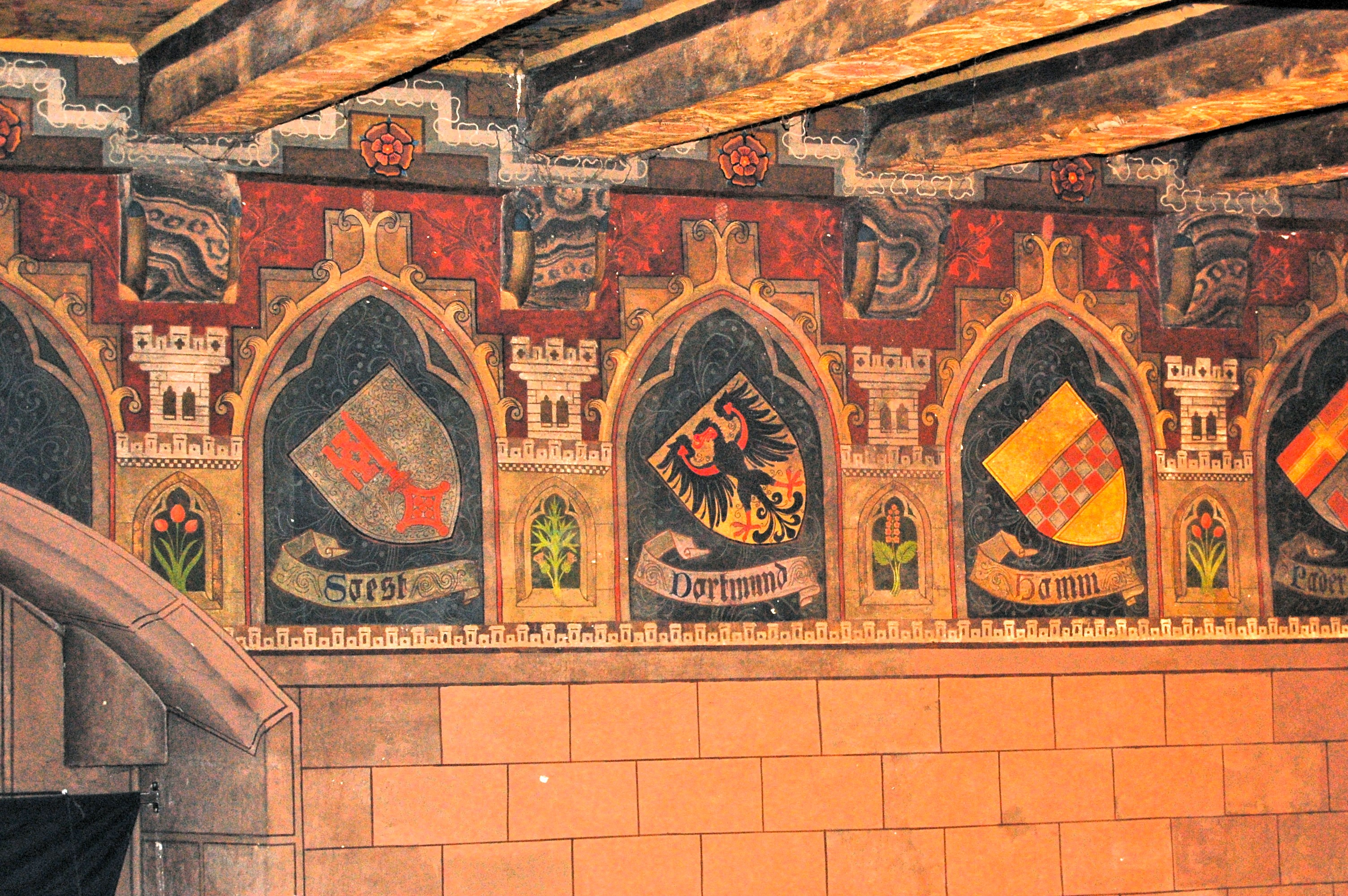
Eine Wandmalerei im historischen Rathaus von Göttingen zeigt Wappen der Hansestädte (19. Jhd.)

Wie die Zugehörigkeit zur Hanse waren auch die Städtegruppen ständig Änderungen unterworfen. Meist wurden Städte nach Regionen zusammengefasst, wie die Drittel oder Quartiere des Kontors in Brügge verdeutlichen.
- 1347–1494
  - lübisch-sächsische Städte unter der Führung von Lübeck
  - westfälisch-rheinische Städte unter Führung von Dortmund (später Köln), siehe auch Städtebünde und Hanse in der Geschichte Westfalens
  - schwedisch-livländische Städte unter Führung von Visby (später auch Riga)
- ab 1494
  - wendische Städte unter der Führung von Lübeck, siehe Wendischer Städtebund (weitere wendische Städte nach Dollinger: Lüneburg, Hamburg, Wismar, Rostock, Stralsund)
  - sächsische Städte unter der Führung von Braunschweig und Magdeburg
  - preußisch-livländische Städte unter der Führung von Danzig
  - westfälische Städte unter der Führung von Köln.

Ähnlich wie Lübeck eine Vormachtstellung innerhalb der Hansestädte führte, so nahmen die wendischen Städte innerhalb dieser Städtegruppen häufig eine Vorreiterrolle ein.
Eine weitere mögliche regionale Aufteilung ist die in See- und Binnenlandstädte. Eine Aufteilung nach den vorherrschend gehandelten Waren oder nach der jeweiligen Einwohnerzahl ist ebenfalls möglich. Alle diese Aufteilungen haben den Makel, dass sie sich auf eine dünne Datenlage stützen. Diese Aussage gilt im Grunde auch für die Zugehörigkeit der Städte zu einem Drittel oder Viertel, denn aus der Lage einer Stadt in einer bestimmten Region kann nicht mehr automatisch die Zugehörigkeit zur entsprechenden Gruppe abgeleitet werden. Eine Klassifizierung von zwölf Hansestädten (vermutlich aus dem 15. Jahrhundert) ist in einem Merkvers überliefert: „Lübeck, ein Kaufhaus; Köln, ein Weinhaus; Braunschweig, ein Zeughaus; Danzig, ein Kornhaus; Hamburg, ein Brauhaus; Magdeburg, ein Backhaus; Rostock, ein Malzhaus; Lüneburg, ein Salzhaus; Stettin, ein Fischhaus; Halberstadt, ein Frauenhaus; Riga, ein Hanf- und Butterhaus; Reval, ein Wachs- und Flachshaus; Krakau, ein Kupferhaus; Visby, ein Pech- und Teerhaus.“

## Gebrauch des Beinamens Hansestadt

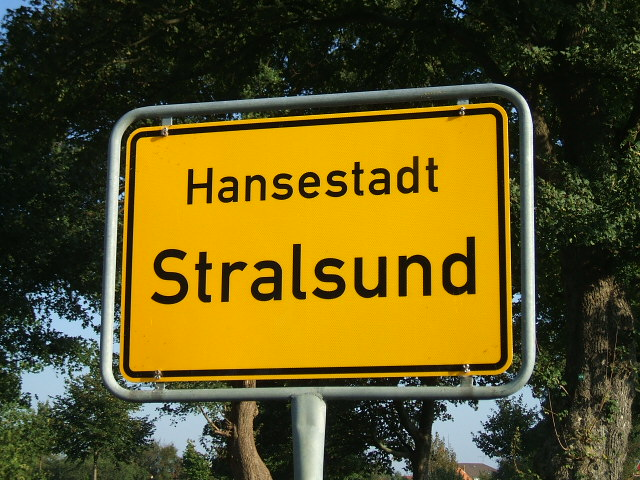
Ortseingangsschild von Stralsund mit entsprechendem Zusatz

### Lübeck, Bremen und Hamburg
Bis 1990 trugen lediglich die drei 1669 als Erben der Hanse eingesetzten Städte Lübeck, Bremen und Hamburg offiziell den Beinamen „Hansestadt“. Er wurde zu Beginn des 19. Jahrhunderts als Teil des Staatstitels dieser ursprünglich reichsunmittelbaren freien Reichsstädte dem Titel der Freien Stadt, Ausdruck für die Souveränität dieser eigenständigen Stadtstaaten, beigestellt. Zudem war historisch ein Hanseat Mitglied der Oberschicht der drei Hansestädte Hamburg, Bremen und Lübeck.
Während der Zeit des Nationalsozialismus wurde der Zusatz „Freie“, einhergehend mit dem Wegfall jeglicher Eigenstaatlichkeit, abgeschafft. Mit Gründung der Bundesrepublik nahmen Bremen (Freie Hansestadt) und Hamburg (Freie und Hansestadt) wieder beide Titel als Bezeichnung in ihren Landesnamen auf. Lübeck war durch das Groß-Hamburg-Gesetz seit 1937 nur noch kreisfreie Stadt in Schleswig-Holstein und konnte außer dem Titel „Hansestadt“ den Zusatz „Freie“ nach dem Krieg nicht wiedererlangen (Lübeck-Urteil 1956).

### Weitere Hansestädte seit der Wiedervereinigung Deutschlands

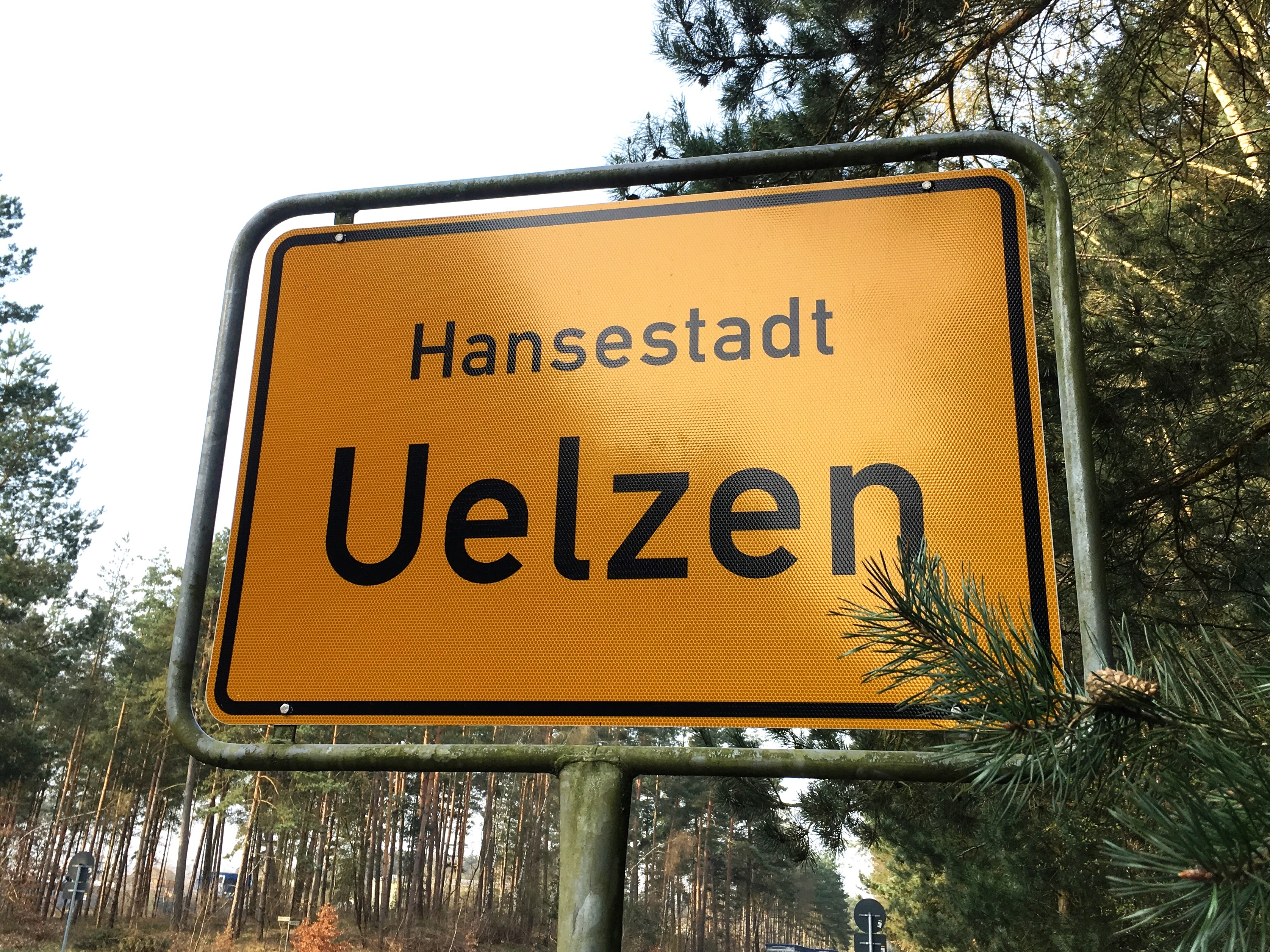
Die Stadt Uelzen führt seit 2016 offiziell die Bezeichnung „Hansestadt“ in ihrem Namen

Nach der Wiedervereinigung (1990) benannten sich in historischer Rückbesinnung sechs Städte in Mecklenburg-Vorpommern als Hansestädte und über die Jahre folgten weitere.
| Zeitpunkt     | Stadt       | Land                   |
| ------------- | ----------- | ---------------------- |
| 1990          | Rostock     | Mecklenburg-Vorpommern |
| 18. Jan. 1990 | Wismar      | Mecklenburg-Vorpommern |
| 1990          | Stralsund   | Mecklenburg-Vorpommern |
| 1990          | Greifswald  | Mecklenburg-Vorpommern |
| 1990          | Anklam      | Mecklenburg-Vorpommern |
| 21. Jan. 1994 | Demmin      | Mecklenburg-Vorpommern |
| 5. Okt. 2007  | Lüneburg    | Niedersachsen          |
| 1. Apr. 2008  | Salzwedel   | Sachsen-Anhalt         |
| 28. Mai 2008  | Gardelegen  | Sachsen-Anhalt         |
| 1. Juni 2008  | Havelberg   | Sachsen-Anhalt         |
| 1. Juni 2008  | Osterburg   | Sachsen-Anhalt         |
| 1. Juni 2008  | Werben      | Sachsen-Anhalt         |
| 1. Nov. 2008  | Seehausen   | Sachsen-Anhalt         |
| 29. Apr. 2009 | Stade       | Niedersachsen          |
| 1. Jan. 2010  | Stendal     | Sachsen-Anhalt         |
| 19. März 2012 | Wipperfürth | Nordrhein-Westfalen    |
| 19. März 2012 | Warburg     | Nordrhein-Westfalen    |
| 19. März 2012 | Attendorn   | Nordrhein-Westfalen    |
| 24. Juli 2012 | Breckerfeld | Nordrhein-Westfalen    |
| 24. Juli 2012 | Medebach    | Nordrhein-Westfalen    |
| 18. Juni 2013 | Korbach     | Hessen                 |
| 8. Juli 2013  | Herford     | Nordrhein-Westfalen    |
| 28. Apr. 2014 | Buxtehude   | Niedersachsen          |
| 9. Jan. 2016  | Uelzen      | Niedersachsen          |

Damit führen offiziell mindestens 27 deutsche Städte die Bezeichnung Hansestadt als Namenszusatz. Festgelegt ist dies in den jeweiligen Hauptsatzungen. Der Titel gilt nicht für andere ehemalige Hansestädte, unabhängig von ihrer Bedeutung für die historische Hanse.

### Kfz-Kennzeichen
Bei den in einigen Hansestädten vergebenen Kfz-Kennzeichen steht das „H“ vor dem Namenskürzel der jeweiligen Stadt für Hansestadt. 1906 wurde erstmals ein einheitliches System von Kennzeichen für die 25 Bundesstaaten und Elsaß-Lothringen im Deutschen Reich beschlossen. Die drei Bundesstaaten der freien Hansestädte Bremen (HB), Hamburg (HH) und Lübeck (HL) erhielten Buchstabenkürzel, die in dieser Form (mit Unterbrechung) als einzige noch bestehen geblieben sind. Mit der Änderung der Kennzeichen nach der Wiedervereinigung erhielten 1991 Greifswald (HGW), Rostock (HRO), Stralsund (HST) und Wismar (HWI) ein „H“ im Namenskürzel vorangestellt.

## Liste der historischen Hansestädte
Hier eine regional gegliederte Liste nach Dollinger von Städten, aus denen Kaufleute zwischen dem 14. und 16. Jahrhundert hansische Privilegien in Anspruch nahmen (teilweise nur kurzzeitig). Von den rund 200 hier nachgewiesenen Städten wurde aktiv hansische Politik von etwa 70 betrieben. Die Mehrzahl der Hansestädte ließ sich (etwa bei den Hansetagen) von einer größeren Nachbarstadt vertreten.

### Nordseeküste (Hinterland)
- Bremen, Freie Reichsstadt; eine der letzten neun Hansestädte 1669
- Buxtehude, Erzstift Bremen
- Groningen, Freie Reichsstadt
- Hamburg, Freie Reichsstadt; der Vertrag zwischen Hamburg und Lübeck 1241 gilt als Geburtsstunde der Hanse, eine der letzten neun Hansestädte 1669
- Stade, Erzstift Bremen

### Ostseeküste westlich der Oder
- Anklam, Herzogtum Pommern
- Demmin, Herzogtum Pommern
- Greifswald, Herzogtum Pommern
- Kiel, Grafschaft Holstein, später Herzogtum Holstein
- Lübeck, Freie Reichsstadt; der Vertrag zwischen Hamburg und Lübeck 1241 gilt als Geburtsstunde der Hanse, eine der letzten neun Hansestädte 1669
- Rostock, Fürstentum Rostock, später Herzogtum Mecklenburg; eine der letzten neun Hansestädte 1669
- Stettin, Herzogtum Pommern
- Stralsund, Fürstentum Rügen, später Herzogtum Pommern
- Wismar, Herzogtum Mecklenburg
- Wolgast, Herzogtum Pommern

### Hinterpommern
In Hinterpommern gehörten die folgenden Städte zur Hanse:
- Belgard, Herzogtum Pommern
- Dramburg, Herzogtum Pommern
- Gollnow, Herzogtum Pommern
- Greifenberg, Herzogtum Pommern
- Kammin, Herzogtum Pommern
- Kolberg, Herzogtum Pommern
- Köslin, Herzogtum Pommern
- Schlawe, Herzogtum Pommern
- Stargard, Herzogtum Pommern
- Stolp, Herzogtum Pommern
- Treptow, Herzogtum Pommern
- Wollin, Herzogtum Pommern

### Preußen, Schlesien und Polen
Einige Hansestädte gehören zum Bereich von Alt-Preußen, Schlesien und Polen.
- Danzig, Deutschordensstaat: Danziger Rechtstadt seit 1361 Vollmitglied der Hanse; seit 1457 Stadtstaat unter der Krone Polens, als solcher seit 1466 im Preußen königlichen Anteils, damit ab 1569 freie Stadt in der Republik Polen-Litauen; eine der letzten neun Hansestädte 1669
- Braunsberg, Deutschordensstaat; seit 1466 Fürstbistum Ermland mit Sonderstatus im Preußen königlichen Anteils, damit ab 1569 unter dem Dach der Republik Polen-Litauen
- Breslau, Stadtstaat (formell im Fürstentum Breslau), Lehen des böhmischen Königs
- Elbing, Deutschordensstaat; seit 1457 Stadtstaat unter der Krone Polens, als solcher seit 1466 im Preußen königlichen Anteils, damit ab 1569 freie Stadt in der Republik Polen-Litauen
- Königsberg, Deutschordensstaat, seit 1525 Herzogtum Preußen
- Kulm, Deutschordensstaat; seit 1466 im Preußen königlichen Anteils, damit ab 1569 Republik Polen-Litauen
- Thorn, Deutschordensstaat; seit 1457 Stadtstaat unter der Krone Polens, als solcher seit 1466 im Preußen königlichen Anteils, damit ab 1569 freie Stadt in der Republik Polen-Litauen
- Krakau, Königreich Polen

### Livländische und schwedische Städte
Die folgenden Hansestädte gehören zum Territorium von Livland und Schweden.
- Dorpat (heute Tartu), Bistum Dorpat, später Fürstentum Livland (Republik Polen-Litauen), später Königreich Schweden
- Fellin (heute Viljandi), Ordensstaat, später Fürstentum Livland (Republik Polen-Litauen), später Königreich Schweden
- Goldingen (heute Kuldīga), Ordensstaat, später Herzogtum Kurland (Lehen der Republik Polen-Litauen)
- Groß Roop (heute Straupe), Ordensstaat, später Fürstentum Livland (Republik Polen-Litauen), später Königreich Schweden
- Kokenhusen (heute Koknese), Erzbistum Riga, später Fürstentum Livland (Republik Polen-Litauen), später Königreich Schweden
- Lemsal (heute Limbaži), Erzbistum Riga, später Fürstentum Livland (Republik Polen-Litauen), später Königreich Schweden
- Pernau (heute Pärnu), Ordensstaat, später Fürstentum Livland (Republik Polen-Litauen), später Königreich Schweden
- Reval (heute Tallinn), Estland (Königreich Dänemark), später Ordensstaat, später Königreich Schweden
- Riga, Ordensstaat, später Fürstentum Livland (Republik Polen-Litauen), später Königreich Schweden
- Stockholm, Königreich Schweden
- Visby, Gotland (zu Königreich Schweden, 1409–1645 Königreich Dänemark)
- Wenden (heute Cēsis), Ordensstaat, später Fürstentum Livland (Republik Polen-Litauen), später Königreich Schweden
- Windau (heute Ventspils), Ordensstaat, später Herzogtum Kurland (Lehen der Republik Polen-Litauen)
- Wolmar (heute Valmiera), Ordensstaat, später Fürstentum Livland (Republik Polen-Litauen), später Königreich Schweden

### Niederrheingebiet
- Köln, Freie Reichsstadt; eine der letzten neun Hansestädte 1669
- Dinant, Bistum Lüttich
- Dinslaken, Herzogtum Kleve
- Duisburg, Herzogtum Kleve
- Emmerich am Rhein, Herzogtum Kleve
- Grieth, Herzogtum Kleve
- Sonderfall: Neuss erhielt 1475 von Kaiser Friedrich III. die Rechte einer (eigenständigen) Hansestadt
- Nimwegen, Grafschaft Geldern, später Vereinigte Provinzen (Niederlande)
- Rees, Herzogtum Kleve
- Roermond, Grafschaft Obergeldern
- Tiel, Grafschaft Geldern, später Vereinigte Provinzen (Niederlande)
- Venlo, Grafschaft Obergeldern
- Wesel, Herzogtum Kleve
- Zaltbommel, Grafschaft Geldern, später Vereinigte Provinzen (Niederlande)

### IJssel- und Zuiderzeegebiet
- Arnhem, Herzogtum Geldern, später Vereinigte Provinzen (Niederlande)
- Deventer, Overijssel, später Vereinigte Provinzen (Niederlande)
- Doesburg, Grafschaft Zutphen, später Vereinigte Provinzen (Niederlande)
- Elburg, Herzogtum Geldern, später Vereinigte Provinzen (Niederlande)
- Harderwijk, Herzogtum Geldern, später Vereinigte Provinzen (Niederlande)
- Hasselt, Overijssel, später Vereinigte Provinzen (Niederlande)
- Hattem, Grafschaft Geldern, später Vereinigte Provinzen (Niederlande)
- Kampen, Overijssel, später Vereinigte Provinzen (Niederlande)
- Oldenzaal, Overijssel – Twente, später Vereinigte Provinzen (Niederlande)
- Ommen, Overijssel, später Vereinigte Provinzen (Niederlande)
- Stavoren, Friesland, später Vereinigte Provinzen (Niederlande)
- Zutphen, Grafschaft Zutphen, später Vereinigte Provinzen (Niederlande)
- Zwolle, Overijssel, später Vereinigte Provinzen (Niederlande)

### Zwischen Rhein und Weser (Westfälische Städte)
- Hauptstadt des Drittels/Viertels, Vorort: Dortmund, Freie Reichsstadt
- Vorort: Münster, Bistum Münster
- Vorort: Osnabrück, Bistum Osnabrück; eine der letzten neun Hansestädte 1669
- Vorort: Soest, Herzogtum Westfalen, später eigenständiges Gebiet unter klevischer Landesherrschaft
- Ahlen, Bistum Münster
- Allendorf (Sundern), Grafschaft Mark
- Altena, Grafschaft Mark
- Arnsberg, Herzogtum Westfalen (zu Kurköln)
- Attendorn, Herzogtum Westfalen (zu Kurköln)
- Balve, Herzogtum Westfalen (zu Kurköln)
- Beckum, Bistum Münster
- Belecke, Herzogtum Westfalen (zu Kurköln)
- Bielefeld, Grafschaft Ravensberg
- Billerbeck, Bistum Münster
- Blankenstein, Grafschaft Mark
- Bocholt, Bistum Münster
- Bochum, Grafschaft Mark
- Bödefeld, Herzogtum Westfalen (zu Kurköln)
- Borgentreich
- Borken, Bistum Münster
- Brakel, Bistum Paderborn
- Breckerfeld, Grafschaft Mark
- Brilon, Herzogtum Westfalen (zu Kurköln)
- Coesfeld, Bistum Münster
- Dorsten, Vest Recklinghausen (zu Kurköln)
- Dortmund, freie Reichs- und Hansestadt
- Drolshagen, Herzogtum Westfalen (zu Kurköln)
- Dülmen, Bistum Münster
- Essen, Stift Essen
- Eversberg, Herzogtum Westfalen (zu Kurköln)
- Freienohl, Herzogtum Westfalen (zu Kurköln)
- Friesoythe, Niederstift Münster (soll Mitglied der Hanse gewesen sein, sicherer Beleg ausstehend)
- Fürstenau, Hochstift Osnabrück
- Geseke, Herzogtum Westfalen (zu Kurköln)
- Grevenstein, Herzogtum Westfalen (zu Kurköln)
- Hachen
- Hagen, Grafschaft Mark
- Haltern (jetzt Haltern am See), Bistum Münster
- Hamm, Grafschaft Mark
- Haselünne, Bistum Münster
- Hattingen, Grafschaft Mark
- Herford, Stift Herford
- Höxter
- Hirschberg im Sauerland, Herzogtum Westfalen (zu Kurköln)
- Hörde, Grafschaft Mark
- Hüsten, Herzogtum Westfalen (zu Kurköln)
- Iburg, Bistum Osnabrück
- Iserlohn, Grafschaft Mark
- Kallenhardt, Herzogtum Westfalen (zu Kurköln)
- Kamen, Grafschaft Mark
- Korbach, Fürstentum Waldeck
- Langscheid (Sundern)
- Lemgo, Grafschaft Lippe
- Lennep, Grafschaft Berg
- Lippstadt, Freiherrschaft Lippe später Grafschaft Lippe
- Lüdenscheid, Grafschaft Mark
- Lünen, Grafschaft Mark
- Medebach, Herzogtum Westfalen (zu Kurköln)
- Melle, Bistum Osnabrück
- Menden (Sauerland), Herzogtum Westfalen (zu Kurköln)
- Meppen, Niederstift Münster
- Minden, Bistum Minden
- Neuenrade, Grafschaft Mark
- Nieheim
- Olpe, Herzogtum Westfalen (zu Kurköln)
- Paderborn, Bistum Paderborn
- Peckelsheim
- Plettenberg, Grafschaft Mark
- Quakenbrück, Hochstift Osnabrück
- Ratingen, Grafschaft Berg
- Recklinghausen, Vest Recklinghausen (zu Kurköln)
- Rheine, Bistum Münster
- Rinteln, Grafschaft Schaumburg
- Rüthen, Herzogtum Westfalen (zu Kurköln)
- Schmallenberg, Herzogtum Westfalen (zu Kurköln)
- Schüttorf, Grafschaft Bentheim
- Schwerte, Grafschaft Mark
- Solingen, Grafschaft Berg
- Sundern
- Telgte, Bistum Münster
- Unna, Grafschaft Mark
- Vörden
- Vreden, Bistum Münster
- Warburg, Bistum Paderborn
- Warendorf, Bistum Münster
- Warstein, Herzogtum Westfalen (zu Kurköln)
- Wattenscheid, Grafschaft Mark
- Werl, Herzogtum Westfalen (zu Kurköln)
- Werne, Bistum Münster
- Westhofen, Grafschaft Mark
- Wetter (Ruhr), Grafschaft Mark
- Wiedenbrück, Hochstift Osnabrück
- Wipperfürth, Grafschaft Berg

### Mark Brandenburg
- Berlin-Kölln
- Brandenburg
- Frankfurt (Oder)
- Havelberg
- Kyritz
- Perleberg
- Pritzwalk

### Mittleres Deutschland (zwischen Oberweser und Saale)
- Duderstadt, Erzbistum Mainz
- Erfurt, Erzbistum Mainz
- Göttingen, Fürstentum Braunschweig
- Halle, Erzbistum Magdeburg
- Merseburg, Bistum Merseburg, später Herzogtum Sachsen-Merseburg
- Mühlhausen, freie Reichsstadt
- Naumburg (Saale), Bistum Naumburg, später Herzogtum Sachsen-Zeitz
- Nordhausen, freie Reichsstadt
- Northeim, Fürstentum Braunschweig
- Osterode am Harz, Fürstentum Braunschweig
- Uslar, Fürstentum Braunschweig

### Ostfälische Städte
Die folgend genannten ostfälischen Städte liegen im Raum zwischen Weser und Elbe.
- Vorort: Braunschweig, Fürstentum Braunschweig-Wolfenbüttel; eine der letzten neun Hansestädte 1669
- Vorort: Magdeburg, Erzbistum Magdeburg
- Alfeld, Bistum Hildesheim
- Aschersleben, Bistum Halberstadt
- Bockenem, Bistum Hildesheim
- Einbeck, Fürstentum Grubenhagen
- Gardelegen, Mark Brandenburg, später Kurfürstentum Brandenburg
- Goslar, freie Reichsstadt
- Göttingen, Fürstentum Göttingen
- Gronau, Bistum Hildesheim
- Halberstadt, Bistum Halberstadt, später Kurfürstentum Brandenburg
- Hameln, Fürstentum Calenberg
- Hannover, Fürstentum Calenberg
- Helmstedt, Fürstentum Braunschweig
- Hildesheim, Bistum Hildesheim; eine der letzten neun Hansestädte 1669
- Lüneburg, Fürstentum Lüneburg
- Osterburg, Mark Brandenburg, später Kurfürstentum Brandenburg
- Quedlinburg, Reichsstift Quedlinburg, später Kurfürstentum Brandenburg
- Salzwedel, Mark Brandenburg, später Kurfürstentum Brandenburg
- Seehausen, Mark Brandenburg, später Kurfürstentum Brandenburg
- Stendal, Mark Brandenburg, später Kurfürstentum Brandenburg
- Tangermünde, Mark Brandenburg, später Kurfürstentum Brandenburg
- Uelzen, Fürstentum Lüneburg
- Werben, Mark Brandenburg, später Kurfürstentum Brandenburg

## Städte mit hansischem Einfluss

### Hansekontore
- Bryggen, inzwischen ein Stadtteil von Bergen, Königreich Norwegen
- Brügge (zwischenzeitlich auch Antwerpen), Grafschaft Flandern
- London (Stalhof), Königreich England
- Nowgorod (Peterhof, Naugarden), Reuß – Fürstentum Nowgorod

### Hansische Niederlassungen und Handelshöfe
- Bordeaux, Königreich Frankreich
- Boston, Königreich England
- Bourgneuf-en-Retz, Königreich Frankreich
- Bristol, Königreich England
- Helsingborg, Königreich Dänemark, nach 1658 Königreich Schweden
- Hull, Königreich England
- Ipswich, Königreich England
- Kalmar, Königreich Schweden
- Kaunas, Großherzogtum Litauen
- King’s Lynn, Königreich England
- Kopenhagen, Königreich Dänemark
- La Rochelle, Königreich Frankreich
- Lissabon, Königreich Portugal
- Lödöse (Göteborg), Königreich Schweden
- Malmö, Königreich Dänemark, nach 1658 Königreich Schweden
- Nantes, Königreich Frankreich
- Narwa
- Norwich, Königreich England
- Nyköping, Königreich Schweden
- Oslo, Königreich Norwegen
- Pleskau, Republik Pskow, ab 1510 Großfürstentum Moskau
- Polozk
- Porto, Königreich Portugal
- Ribe, Königreich Dänemark
- Smolensk
- Tönsberg, Königreich Norwegen
- Turku, Königreich Schweden
- Venedig, Republik Venedig
- Vilnius, damals Wilna
- Wizebsk, Großfürstentum Kiew, ab 1320 Großfürstentum Litauen
- Yarmouth, Königreich England
- York, Königreich England